# Trbušnica (gmina miejska Lazarevac)
Trbušnica (cyr. Трбушница) – wieś w Serbii, w mieście Belgrad, w gminie miejskiej Lazarevac. W 2011 roku liczyła 686 mieszkańców.